# Franz Josef Heinz
Franz Josef Heinz zwany Heinz-Orbis (ur. 25 lutego 1884 w Orbis, zm. 9 stycznia 1924 w Spirze) – przywódca palatynackich separatystów, postulujący odłączenie Palatynatu od Rzeszy i zbliżenie do Francji. Premier rządu autonomicznego Palatynatu (1923–1924). Zastrzelony w jadalni gospody „Wittelsbacher Hof" w Spirze przez bojówkę dowodzoną przez Edgara Juliusa Junga.